# 弗雷图瓦
弗雷图瓦（法語：Frétoy，法語發音：[fʁetwa] ⓘ）是法国塞纳-马恩省的一个市镇，属于普罗万区。

## 地理
弗雷图瓦（48°42'17"N, 3°11'51"E）面积6.43 平方千米，位于法国法蘭西島大區塞纳-马恩省，该省份为法国北部内陆省份，北起瓦兹省，西接埃松省、马恩河谷省、塞纳-圣但尼省和瓦兹河谷省，南至卢瓦雷省，东南接约讷省，东临马恩省和奥布省，东北接埃纳省。
与弗雷图瓦接壤的市镇（或旧市镇、城区）包括：巴诺-维勒加尼翁、布瓦东、舍夫吕、达尼。

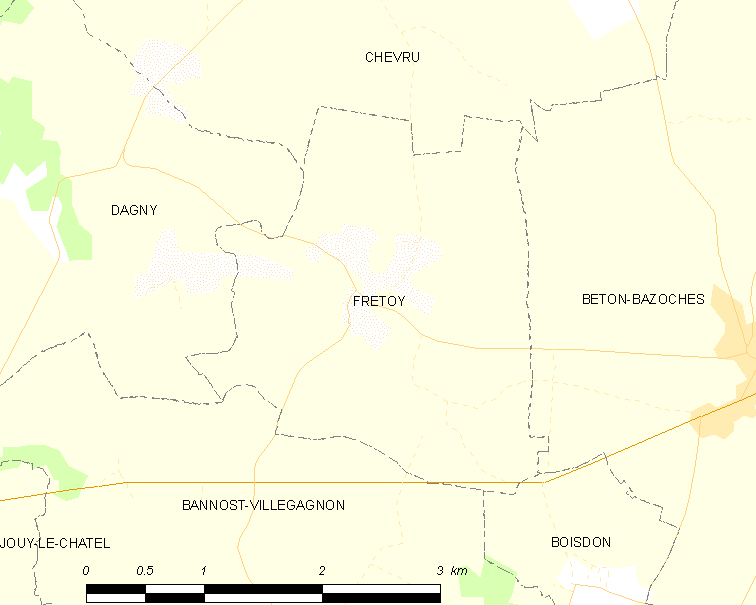
弗雷图瓦的OSM定位图

弗雷图瓦的时区为UTC+01:00、UTC+02:00（夏令时）。

## 行政
弗雷图瓦的邮政编码为77320，INSEE市镇编码为77197。

## 政治
弗雷图瓦所属的省级选区为普罗万县。

## 人口

1962-2008年间弗雷图瓦人口变化图示

弗雷图瓦于2022年1月1日时的人口数量为173人。